# Evangelische Kirche (Rohrbach (Ilmtal-Weinstraße))

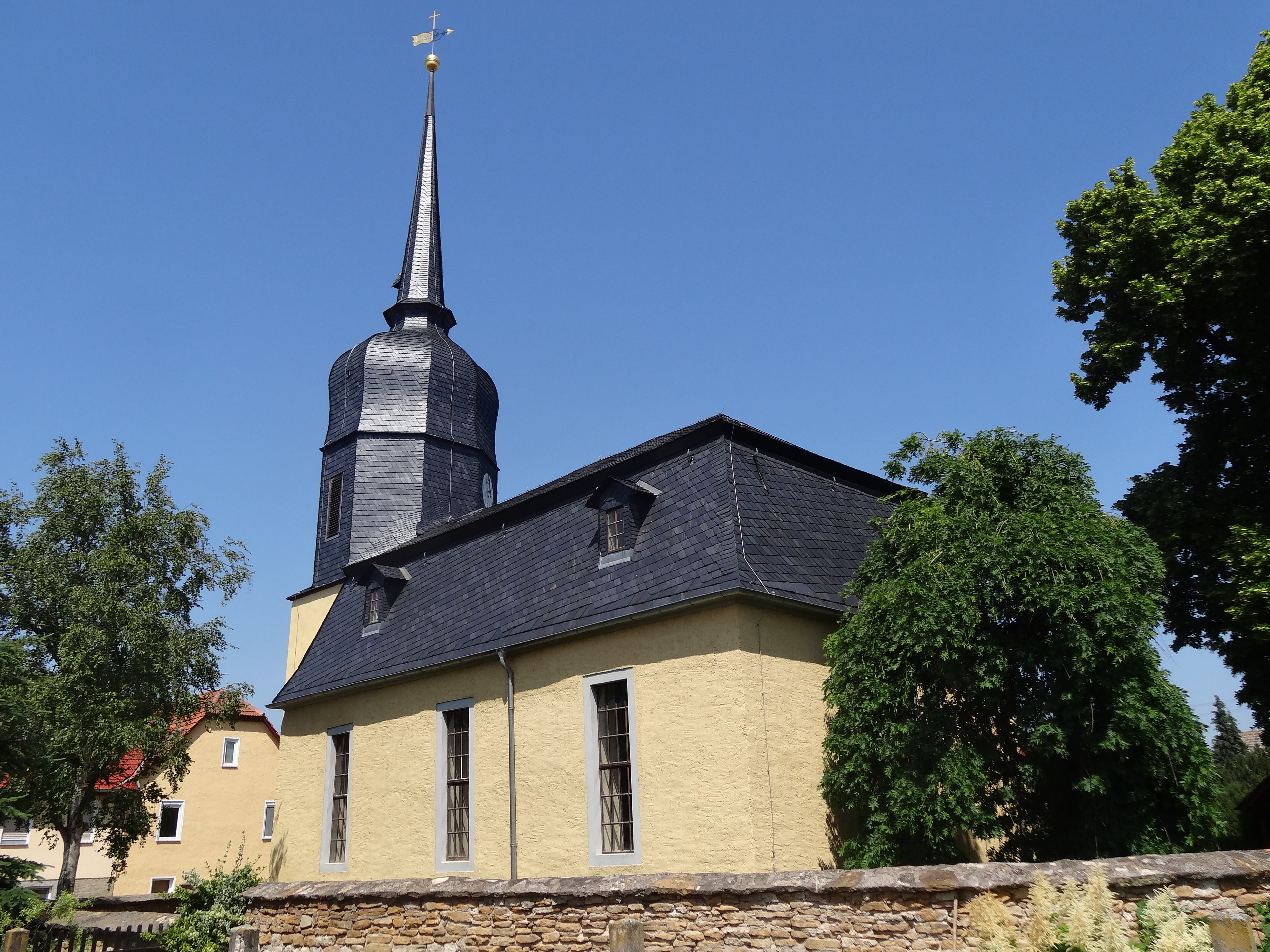
Kirche Rohrbach

Die evangelisch-lutherische, denkmalgeschützte Kirche Rohrbach steht in Rohrbach, einem Ortsteil der Landgemeinde Ilmtal-Weinstraße im Landkreis Weimarer Land von Thüringen.
Der Gemeindeteil Rohrbach gehört zur Kirchengemeinde Buttelstedt im Pfarrbereich Buttelstedt im Kirchenkreis Apolda-Buttstädt der Evangelischen Kirche in Mitteldeutschland.

## Geschichte
Die Kirche wurde 1715 an Stelle der 1712 abgebrannten alten Kirche erbaut und 1716 geweiht. In den letzten Jahren der DDR verfiel die Kirche zusehends und wurde 1980 gesperrt. Die Orgel war nicht mehr nutzbar und die Turmuhr ging nicht mehr. Ab 1986 wurde die Kirche repariert. Am 28. Februar 1990 stürzte der Kirchturm beim Orkan Wiebke auf das Dach des Kirchenschiffs. Erst 2002 konnte der Turm wieder aufgebaut und zusammen mit dem Dach des Kirchenschiffes neu beschiefert werden. Die mechanische Turmuhr wurde rekonstruiert und die Glocken konnten wieder geläutet werden.

## Beschreibung
Die massive, verputzte Saalkirche hat ihren eingezogenen Kirchturm im Westen. 1719 wurde über dem Altar ein Gemälde mit einer Abbildung des Jüngsten Gerichts angebracht. Das Langhaus ist mit einem schiefergedeckten Mansarddach bedeckt. Der Kirchturm hat einen schiefergedeckten, achtseitigen Aufsatz, der von einer Haube bedeckt ist, die in einem spitzen Helm ausläuft. Die drei bronzenen Kirchenglocken mussten 1916 zu Kriegszwecken abgegeben werden, sie wurden 1919 durch Gussstahlglocken ersetzt. Der Innenraum hat zweigeschossige Emporen und ist mit einem hölzernen Tonnendach überspannt. Zur Kirchenausstattung gehört ein Kanzelaltar aus der Bauzeit. Seitlich des Kanzelkorbes stehen Statuen von Mose und Johannes dem Täufer. Bekrönt wird er mit einem Marienbildnis.